# Sofie Podlipská
Sofie Podlipská, uváděna též jako Žofie, rozená Rottová, (15. května 1833 Praha – 17. prosince 1897 Praha) byla česká spisovatelka a překladatelka, sestra Karoliny Světlé.

## Život
Otcem Sofie Podlipské byl obchodník Eustach Rott (1795–1869), matka Anna, rozená Voglová (1811–1882). Měla sestru Johannu Nepomucenu (provdaná Mužáková, známá jako spisovatelka Karolina Světlá, 1830–1899) a bratra Jindřicha (1837–1906).
Společně se sestrou byla vychovávána v bohatší pražské rodině stranou od vlasteneckých vlivů. Literární práci a činnosti v ženských spolcích (Minervě, Ochraně opuštěných a zanedbaných dívek v Americkém klubu dam) se začala věnovat až po sňatku (1858 ) s lékařem Josefem Podlipským (1816–1867). V manželství měla syna Prokopa (1859) a dceru Ludmilu (1861). Po ovdovění se veřejně angažovala ještě intenzivněji. Přátelila se s Boženou Němcovou a Jaroslavem Vrchlickým, který se stal manželem její dcery Ludmily.
Přispívala do Osvěty, Světozoru, Květů, Rodinné kroniky, Zlaté Prahy. Redigovala Ženskou bibliotéku a svůj almanach Souzvuk. Překládala z francouzštiny (George Sandová, Eugène Scribe). Ve svém díle se pokoušela kriticky zobrazit současnou zbohatlickou společnost (Nalžovský, 1878), čerpala z historických témat (Anežka Přemyslovna, 1879; Přemysl Otakar II., 1892–1893), líčila probouzející se národní uvědomění patricijských rodin (Osud a nadání, 1872; Peregrinus, 1881 a 1882). Část díla věnovala výchovným tématům (Povídky a bajky pro drobné dětičky, které se rády učí číst, 1864; Opuštěné dítě. Studie sociální a výchovná, 1897), tvorbě pro děti (pohádka O Palečkovi,1891) či boji za zlepšení společenského postavení žen.
Pro přílišné zdůraznění výchovných prvků, nedostatečné prokreslení postav, konstrukci děje směrem k násilně šťastnému řešení či lyricky rozplizlý sloh nenalezlo její dílo významnější odezvy.

## Dílo

### Próza

#### Vydáno za života
- Tři povídky pro milou dorůstající mládež (1864)
- Povídky a bajky pro drobné dětičky, které se rády učí číst (1864)[5]
- Listy staré vychovatelky někdejším schovankám (1868, přepracováno 1886)[6]
- Sbírka povídek pro mládež českoslovanskou (1871)[7]
- Žena ve společnosti lidské, zvláště v Anglii a v Americe – sepsal Karel Jonáš, napsala úvod[8]
- Sbírka pohádek pro mládež (1872)
- Osud a nadání (román, 1872)
- Na domácí půdě (román, 1872)
- Přechody (román, 1873)
- Student a uhlíř (1874)
- Čtvrtá lekcí; Student a uhlíř; O dvou vlaštovicích: povídky pro mládež – Praha: Jan Otto, 1874[9]
- Malá tulačka; Vladislav: povídky pro mládež (1874)[10]
- Živá loutka; Klíče v kopřivách: povídky pro mládež. Praha: J. Otto, 1874[11]
- Popelka; Sosna; Chaloupka pod mořem: povídky pro mládež. Praha: J. Otto, 1875[12]
- Divná žena (1875)
- Kouzla na horách (1875)
- Dětská svornost (1875)[13]
- Příklady z oboru vychovacího (1875–1876, 3 sv.)
- Anna Náprstková (životní nástin, 1875)
- Životopis prášku (bajka, 1877)
- Nalžovský (román, 1878)[14]
- Anežka Přemyslovna (román, 1879)[15]
- Žíti neb nežíti (román, 1881)[16]
- Jaroslav ze Šternberka (román, 1881)
- Strom a stěžeň: povídka pro mládež. Praha: J. Otto, 1881[17]
- Zlaté prasátko; Paní Růžová; Prosincové dni: povídky pro mládež (1881)[18]
- Peregrinus I, II (román, 1881, 1882)
- Světélka: sbírka povídek a pohádek pro naše milé děti (1882)[19]
- Svědomí: pověst (1882)[20]
- Ztracené dítě: povídka. Praha: J. Otto, 1882[21]
- U studánky: povídky pro dítky od šesti do dvanácti let (1884)[22]
- Staří a mladí (1884)[23]
- Přítel domoviny [Cyril a Metoděj: život a význam jejich k Velehradské slavnosti líčí Jan Svoboda. Panímámin Duch: povídka Žofie Podlipské] – pořádá Marie Reisová (1885)[24]
- Láska a nenávisť (1886)[25]
- Ráj starého Jachyma (1886)[26]
- Matčin podvod (1888)[27]
- Legenda o praotci Čechu (1888)[28]
- Studie o práci: přednáška (1889)[29]
- V temnotách a ve světle: povídka (1890)[30]
- Pozemský prach (1891)
- Břeh (román, 1891)
- O Palečkovi (pohádka, 1891)
- Báchorky a pověsti (1892)[31]
- Přemysl Otakar II. (román, 1892–1893, 2 sv.)
- Z říše královny pohádky (1892)[32]
- Anna Náprstková, dobrodinka chudých a zakladatelka Náprstkova muzea (1893)[33]
- Pradědeček kačer. Divá žena (1893)[34]
- Nejmladší syn (1895)[35]
- Stará píseň (1895)[36]
- Mraveniště (román, 1896)
- Vojta Náprstek (život, 1896)
- Dvě novely (1896)[37]
- Opuštěné dítě. Studie sociální a výchovná (1897)
- Iluze (román, 1897)[38]
- Na prahu života: dvě povídky [První láska. Zlato a pozlátko]. Praha: Alexander Storch, 1897?[39]

#### Vydáno posmrtně
- Mír (román, 1898)
- Osud a nadání: román – Praha. J. Otto, 1898[40]
- Povídka o mně (1898)[41]
- Horymír Neumětelský: obrázek z pravěku českých dějin (1900)[42]
- Lidské včely (román, 1901)[43]
- O Palečkovi: pohádka (1901)[44]
- Šumavská perla a jiné novelly (1902)[45]
- Milující neznámá a jiné novely (1902)[46]
- Peregrinus (1902)[47]
- Paměť a smrt a jiné novely (1903)
- Láska budoucnosti a jiné práce – Praha: Unie, 1903[48]
- Na domácí půdě: román (1903)[49]
- Přechody: román (1903)[50]
- Dva rodokmeny: román (1903)[51]
- Čarodějnice: román; Učitelka a matka. Praha: Unie, 1904[52]
- Oldřich, Božena a sv. Prokop (1905)[53]
- U zlatého koníčka – in: 1000 nejkrásnějších novel... č. 13; úvod František Sekanina. Praha: J. R. Vilímek, 1911
- Korespondence – Dopisy J. Vrchlického se S. Podlipskou 1875–1876 (vyd. F. X. Šalda a V. Brtník, 1917)

### Pořádala
- Souzvuk: almanach Ženské bibliotéky – Praha: Jan Otto, 1874[54]

### Drama
- Popelka: hra ve třech jednáních; s původními obrázky od M. Alše. Praha: Alexander Štorch, 1887
- Bílá paní: hra ve 3 jednáních – s původními obrázky od M. Alše. Praha: A. Štorch, 1887
- Budulínek a liška: hra o dvou jednáních – s původními obrázky od M. Alše. Praha: A. Štorch, 1887
- Červená karkulka: hra o třech jednáních – s původními obrázky od M. Alše. Praha: A. Štorch, 1887
- Krakonošovy poklady: kouzelná hra ve třech jednáních s dohrou – s původními obrázky od M. Alše. Praha: A. Štorch, 1887
- Perníková chaloupka: hra ve třech jednáních – s původními obrázky od M. Alše. Praha: A. Štorch, 1887[55]
- Svatební den: veselohra ve třech jednáních – Polička: V. Vetterle, 1887[56]
- Čert a Káča: veselohra ve třech jednáních dle národní pověsti – s původními obrázky od M. Alše. Praha: A. Štorch, 1889
- Zakletá princezna: hra ve čtyřech jednáních s doslovem – s původními obrázky od M. Alše. Praha: A. Štorch, 1889
- Ženská pýcha: drama ve třech jednáních – Praha: Mamert Knapp, 1889[57]
- Paní teta: fraška ve třech jednáních – s původními obrázky od M. Alše. Praha: Alexander Štorch, 1893
- Mladí obchodníci: fraška ve třech jednáních – s původními obrázky od M. Alše. Praha: A. Štorch, 1894

### Překlady
- Konsuelo – George Sandová. Praha: I. L. Kober, 1865
- Hraběnka z Rudolštadtu – G. Sandová. Praha: I. L. Kober, 1965
- Sklenice vody, aneb, Účinky a příčiny: veselohra v pěti jednáních – E. Scribe. Praha: I. L. Kober, 1875

### Sebrané spisy
- Národní bibliotéka v l. 1876 až 1886 (4 sv.)
- Unie v l. 1901 až 1905 (15 sv.)